# František Antonín I. Desfours
František Antonín I. hrabě Desfours (23. června 1730 Praha – 24. března 1822 Hrubý Rohozec) byl šlechtic z rohozecké větve rodu Desfoursů

## Život
Narodil se v Praze jako jediný přeživší syn hraběte Karla Josefa Desfourse a jeho manželky Karolíny Josefy Colonnové z Felsu. Jeho jediný bratr Karel Josef (1727–1731) zemřel v dětství. Sestry Johana (1729–1774) a Karolína (1731–1793) se provdaly do rodin Fiegerů z Friedbergu a Clam-Gallasů. Nejmladší sestra Marie Anna (1734–1803) se provdala za vzdáleného příbuzného Josefa Vojtěcha z Desfours.
Roku 1791 po smrti bezdětného švagra Josefa Vojtěcha zdědil zadlužené náchodské panství. Jelikož nebyl dluhy schopný splácet, byl brzy nucen panství prodat. Ve veřejné dražbě jej roku 1792 získal Petr Biron za 1 222 000 zlatých.
František Antonín I. umírá v požehnaném věku jednadevadesáti let na rodovém sídle v Hrubém Rohozci.
Po smrti jeho bezdětného syna Františka Antonína II. vymírá rohozecká větev Desfoursů. Majetky přešly na Františka z Desfours-Walderode z mladší maloskalské větve rodu.

## Manželství a potomci
Ve Staré Boleslavi se v srpnu 1767 oženil s hraběnkou Marií Antonií Černínovou z Chudenic (1744–1805), jedinou dcerou hraběte Heřmana Jakuba Černína. V rychlém sledu se jim narodily tři dcery a syn.
- 1. Marie Aloisie (4. 2. 1770 Praha – 23. 10. 1847 tamtéž), svobodná a bezdětná[4][1]
- 2. Marie Gabriela (14. 2. 1771 Praha – 20. 3. 1840 Čimelice)[4][1]
  - ⚭ 1792 hrabě František Wallis (28. 5. 1769 Praha – 22. 5. 1794)[1]
  - ⚭ 1799 hrabě Josef Antonín Vratislav z Mitrovic (2. 9. 1764 Prčice – 17. 2. 1830 Praha)[4][1]
- 3. Marie Antonie (10. 5. 1772 Praha – 1. 1. 1813 tamtéž)[4][1]
  - ⚭ 1789 hrabě Arnošt Filip z Valdštejna-Vartenberka (26. 10. 1764 Mnichovo Hradiště – 13. 8. 1832 Mariánské Lázně)[4][1]
- 4. František Antonín II. (5. 11. 1773 Praha – 29. 7. 1831 Hlubočepy)[4][1]
  - ⚭ 1799 hraběnka Marie Gabriela Trauttmansdorffová (19. 2. 1776 Vídeň – 22. 11. 1853 Praha)[4][1]

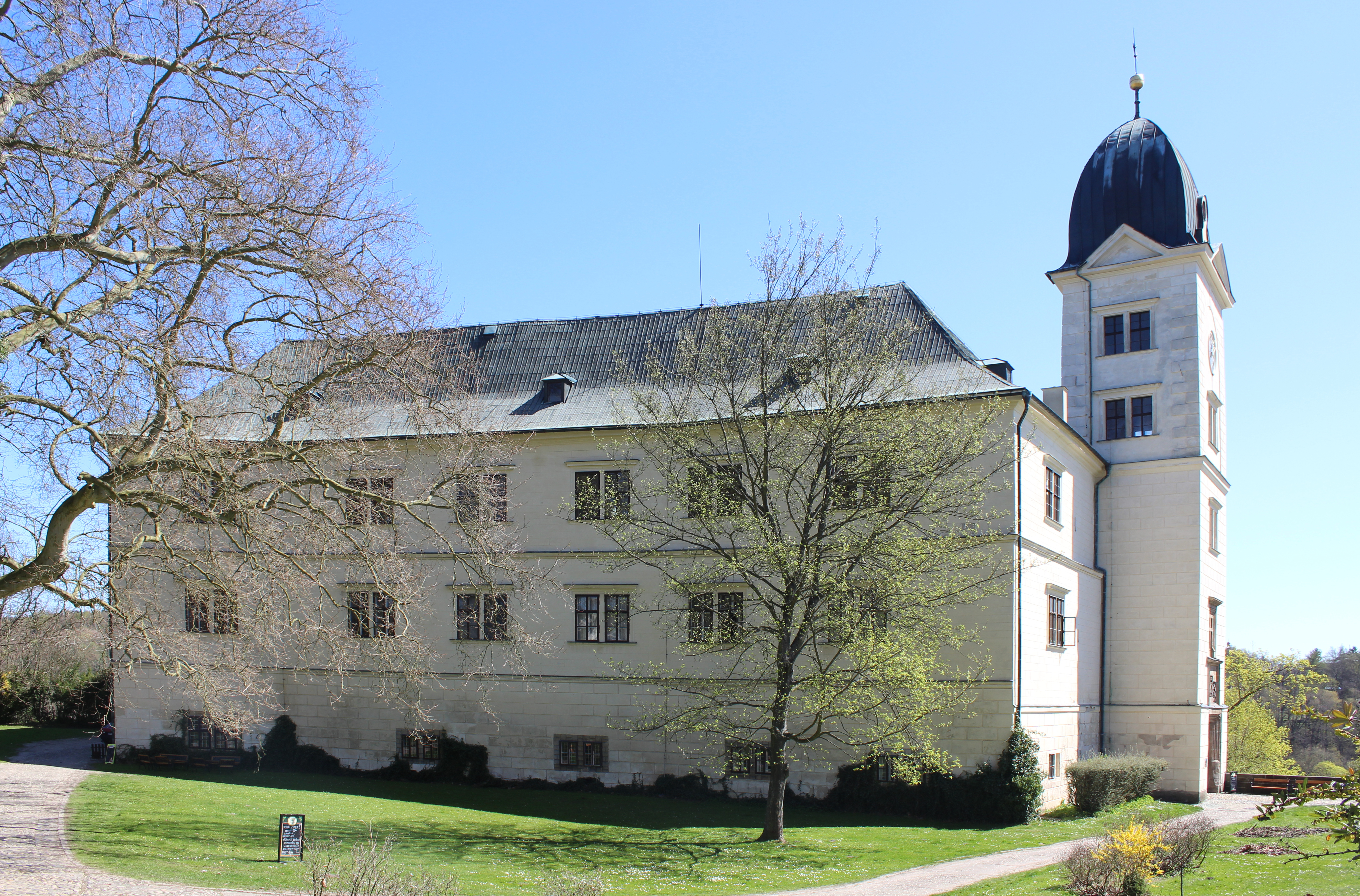
Zámek Hrubý Rohozec, hlavní sídlo rodu Desfoursů (1628–1945)